# Lech Tyszkiewicz
Lech Antoni Tyszkiewicz (ur. 7 maja 1931 w Kapicach, zm. 16 lipca 2017 we Wrocławiu) – polski historyk, mediewista, specjalizujący się w historii powszechnej wczesnego średniowiecza oraz średniowieczem na Śląsku; nauczyciel akademicki związany z Uniwersytetem Wrocławskim.

## Życiorys
Urodził się w 1931 roku w Kapicach koło Grajewa na Mazowszu. W 1955 roku ukończył studia historyczne na Uniwersytecie Wrocławskim. Trzy lata później podjął pracę na macierzystej uczelni, z którą związał całe swoje życie naukowe i zawodowe. Pracę doktorską obronił w 1963 roku, zaś habilitował się w 1985 roku. W 1992 roku prezydent Polski Lech Wałęsa nadał mu tytuł profesora nauk humanistycznych.
Przez wiele lat kierował Zakładem Historii Polski i Powszechnej do końca XV wieku, w Instytucie Historycznym Uniwersytetu Wrocławskiego (1979–2001). W latach 1993–1996 pełnił funkcję zastępcy dyrektora tego Instytutu oraz był członkiem Polskiego Towarzystwa Historycznego i Wrocławskiego Towarzystwa Miłośników Historii, Wrocławskiego Towarzystwa Naukowego, członkiem Komisji Historycznej i Archeologicznej przy oddziale Polskiej Akademii Nauk we Wrocławiu.
Zmarł w 2017 roku we Wrocławiu i został pochowany na Cmentarzu św. Maurycego. Za swoją wieloletnią działalność naukowo-dydaktyczną został odznaczony wieloma odznaczeniami i nagrodami, w tym m.in.: Krzyżem Kawalerskim Orderu Odrodzenia Polski i Złotym Krzyżem Zasługi.

## Dorobek naukowy
Lech Tyszkiewicz zajmował się problematyką związaną głównie z wczesnym średniowieczem, ze szczególnym uwzględnieniem dziejów Słowiańszczyzny, ludów koczowniczych i średniowiecznego Śląska. Był mistrzem i wychowawcą wielu pokoleń historyków. Do jego najważniejszych publikacji należą:
- Śląsk w monarchii wczesnopiastowskiej, Wrocław: Instytut Historyczny Uniwersytetu Wrocławskiego - Dolnośląskie Towarzystwo Społeczno-Kulturalne 1977.
- Słowianie w historiografii antycznej do połowy VI wieku, Wrocław: Wydawnictwo Uniwersytetu Wrocławskiego, 1992.
- Słowianie w historiografii wczesnego średniowiecza od połowy VI do połowy VII wieku, Wrocław: Wydawnictwo Uniwersytetu Wrocławskiego, 1994.
- Hunowie w Europie: ich wpływ na Cesarstwo Wschodnie i Zachodnie oraz na ludy barbarzyńskie, Wrocław: Wydawnictwo Uniwersytetu Wrocławskiego, 2004.
- Barbarzyńcy w Europie: studia z późnego antyku i wczesnego średniowiecza, Wrocław: Wydawnictwo Uniwersytetu Wrocławskiego, 2007.
- Słowianie i Awarowie: organizacja plemienna Słowian, Wrocław: Zakład Narodowy im. Ossolińskich, 2009.